# Oktjabr'skoe (Oblast' di Čeljabinsk)
Oktjabr'skoe (in russo Октябрьское?) è un villaggio della Russia che appartiene all'oblast' di Čeljabinsk; è il centro amministrativo del rajon Oktjabr'skij.
Si trova 120 km a sud-est di Čeljabinsk.